# Мухаммед Хікал
Мухаммед Хікал (нар. 10 січня 1979, Гарбія) — єгипетський боксер, дворазовий чемпіон Всеафриканських ігор (1999, 2003), призер чемпіонату світу (2005), учасник чотирьох Олімпійських ігор.

## Спортивна кар'єра
Мухаммед Хікал брав участь в різноманітних боксерських турнірах протягом 1997—2012 років.
1999 року він вперше взяв участь у Всеафриканських іграх в категорії до 71 кг і став чемпіоном, у фіналі здолавши Осуману Адама (Гана).
На Олімпійських іграх 2000 переміг Сон Ін Юна (Південна Корея) — 16-5, а в чвертьфіналі програв Порнчай Тонгбуран (Таїланд) — 9-15.
На чемпіонаті світу 2003 Хікал в категорії до 69 кг програв в першому бою Вадиму Мязга (Білорусь), а на Всеафриканських іграх знов став чемпіоном, у фіналі здолавши Закарію Нефзі (Туніс).
На Олімпійських іграх 2004 переміг Башармала Султані (Афганістан) — 40-12, а в чвертьфіналі в упертій боротьбі програв Олегу Саїтову (Росія) — 17-18.
2005 року Хікал перейшов до категорії до 75 кг. На чемпіонаті світу виборов бронзову нагороду:
- в 1/8 фіналу за очками переміг Геннадія Головкіна (Казахстан) — 27-21
- в чвертьфіналі переміг Джавіда Тагієва (Азербайджан) — 34-20
- в півфіналі в напруженому поєдинку поступився Ісмаїлу Сіллаху (Україна) — 22-28

На Олімпійських іграх 2008 програв в першому бою Джеймсу Дегейлу (Велика Британія) — 4-13.
На Олімпійських іграх 2012 програв в першому бою Солтану Мігітінову (Азербайджан) — 12-20.